# Mycena olida
Mycena olida, comúnmente conocida como el bonete rancio, es una especie de fungi (hongo) de la familia Mycenaceae. Fue descrita por primera vez en 1887 por el italiano micólogo Giacomo Bresadola.

## Descripción
La forma del sombrero (Píleo (micología)), al principio es cónico a convexo, se aplana con la edad y por lo general alcanza un diámetro de hasta 1,5 cm.